# Lizumer Sonnenspitze
Die Lizumer Sonnenspitze ist ein 2831 m ü. A. hoher Berg in den Tuxer Alpen in Tirol.

## Lage und Umgebung
Die Lizumer Sonnenspitze liegt im Zentrum der Tuxer Alpen, etwa 20 Kilometer südöstlich von Innsbruck innerhalb des Truppenübungsplatzes Lizum Walchen, etwa einen Kilometer nördlich des Lizumer Reckners, des höchsten Berges der Tuxer Alpen. Nach Norden setzt sich der Kamm zu den Tarntaler Köpfen und im weiteren Verlauf bis zum Mölser Berg fort. Im Westen wird der Gipfelaufbau der Sonnenspitze von schrofendurchsetzten Wiesenhängen oberhalb der Karseen des Oberen Tarntals und der Oberen Knappenkuchl im Talschluss des Navistals geprägt. Im Osten hat der Berg felsigeren Charakter und fällt steil zur Wattentaler Lizum hin ab.

## Geologie
Die Sonnenspitze liegt am Rande des Tauernfensters, einer Region der Ostalpen, in der penninische Decken und möglicherweise auch helvetische Decken aufgeschlossen sind. In dem geologisch komplexen Gebiet sind verschiedene Gesteine wie Kalkmarmor und Brekzien, hauptsächlich jedoch Radiolarit am Aufbau des Berges beteiligt. Im Gipfelbereich der Sonnenspitze sind Bergzerreißungen zu beobachten, die nach Ansicht von Geologen eine Gefahr für das Militärlager und die Lizumer Hütte östlich unterhalb des Gipfels darstellen.

## Anstiege
Die Lizumer Sonnenspitze ist für Wanderer aus drei Richtungen zu erreichen:
- Von Westen aus dem Navistal über die Klammalm; ab dem Oberen Knappenkuchl unmarkiert durchs Untere und Obere Tarntal.
- Von Süden vom Geier aus mit nur geringen Höhenunterschieden, markiert durch Blockwerk, dann Pfadspuren.
- Von Norden aus der Tarntalscharte, markierter Weg, steiler Anstieg durch extrem brüchigen Schiefer, im Abstieg heikel.

Die Tarntalscharte ihrerseits ist von Navis über das Untere Tarntal oder aus dem Wattentaler Lizum von der Lizumer Hütte (2019 m) aus erreichbar.
Alpinistische Bedeutung hat die Sonnenspitze besonders als Skitourenziel (von Süden, mit Zwischenabfahrt ins Obere Tarntal).
Aufgrund der Lage innerhalb des Truppenübungsplatzes kann die Besteigung des Berges zeitweise untersagt sein.